# Helton Arruda
Helton da Silva, eller bara Helton, född 18 maj 1978 i Alcântara i Brasilien, är en brasiliansk fotbollsmålvakt.
Helton tillbringade mycket tid på bänken när han först kom till FC Porto, men fick förtroendet av den nederländske tränaren Co Adriaanse efter att förstemålvakten Vitor Baia gjorde ett misstag i en match mot CF Estrela da Amadora, vilket gjorde att Porto förlorade. I början var kritikerna många men efter ett tag märkte de flesta att Helton var värdig platsen som förstemålvakt och han fick avsluta säsongen med guld i både portugisiska ligan och portugisiska cupen.
Helton fick sin första chans i brasilianska landslaget i en vänskapsmatch mot Al Kuwait Kaifan 7 oktober 2006. FIFA såg dock inte matchen som en officiell vänskapsmatch och därmed blev det på pappret inte hans officiella debut i landslaget. Det blev först 15 november i en officiell vänskapsmatch mot Schweiz som han fick göra sin debut. Han var även med i laget när Brasilien vann Copa América 2007 men fick inte spela en enda match; förstavalet var Doni som spelar för AS Roma.

## Meriter

### FC Porto
- Portugisiska ligan: 2005/2006, 2006/2007
- Portugisiska cupen: 2005/2006
- Supertaça Cândido de Oliveira: 2006/2007

### Vasco da Gama
- Campeonato Brasileiro Série A: 2000
- Copa Mercosur: 2000

### Brasilianska landslaget
- Copa América: 2007